# 집성촌
집성촌(集姓村)은 동성동본의 동족(同族)이 집단적으로 거주해 다수를 점하는 마을을 말한다.

## 역사
동족 부락인 집성촌은 양란(임진왜란과 병자호란) 이후에 대거 생겨났는데, 이는 전란(戰亂)으로 인해 전통 풍속이 파괴되고 17세기부터 성리학(性理學)적 이데올로기와 중국식 풍습이 상속과 혼인에까지 강력히 이식되어 부계(父系) 중심의 가부장제가 정착되었기 때문이다.
16세기까지는 자녀 균분 상속(子女均分相續)이 철저하게 지켜졌고 남귀여가혼(男歸女家婚)의 풍속에 따라 사위와 함께 사는 경우가 많았기 때문에 아들과 딸, 친손자와 외손자를 구별하지 않아 부모의 제사도 자녀들이 아들·딸 구별 없이 돌아가며 지내는 것이 보편적이어서 집성촌의 형성이 활발하지 않았다.

## 같이 보기
- 마을